# Những người bạn chân đất
Những người bạn chân đất (tiếng Hàn Quốc: 맨발의 친구들, tiếng Anh: Barefoot Friends) là chương trình truyền hình thực tế Hàn Quốc; một phần của chuỗi Good Sunday đài SBS, cùng với Running Man. Tập đầu tiên phát sóng vào 21 tháng 4 năm 2013. Chương trình là một "thực tế đầy khó khăn ở ngoài trời"; một trong những chương trình thực tế ngoài trời điển hình. Các thành viên trải nghiệm "hạnh phúc thực sự" với nhau thông qua các nhiệm vụ. Từ Barefoot có ý nghĩa như bản chất, sự chân thành, và những mối quan hệ gắn khít, nơi mà Friends không chỉ đại diện cho các dàn diễn viên, nhưng là những người luôn hoàn thành tốt. Nó thu hút được sự chú ý như là sự trở lại của Kang Ho-dong, người dẫn chương trình chính của chương trình, sau khi rời khỏi X-man của Good Sunday vào tháng 4 năm 2007. Sau 6 tháng phát sóng, chương trình bị hoãn lại do lượt đánh giá thấp và nhường chỗ cho K-pop Star 3, với tập cuối phát sóng vào 17 tháng 11 năm 2013.

## Định dạng

### Tập 1-6
Trải nghiệm một cuộc sống với gặp gỡ nhiều người ở một vùng đất mới, và tìm kiếm những di sản văn hoá và môi trường tự nhiên chưa từng thấy ở nơi khác, các thành viên tìm kiếm vẻ đẹp và hạnh phúc thực sự ở nước ngoài. Các thành viên du lịch sang nước ngoài để trải nghiệm "hạnh phúc thực sự" với người dân bản xứ. Không giống như các kì nghỉ, họ phải sống như người địa phương và trải nghiệm một ngày hoạt động như họ. Các thành viên phải bổ trợ nhau không có sự hỗ trợ từ nhân viên. Các thành viên trải nghiệm sự tính tuý của văn hoá, ẩm thực, âm nhạc, tự nhiên và đời sống cùng với sự sống sót của họ ở nước ngoài. Chương trình là chương trình truyền hình thực tế cung cấp tình cảm và sự giác ngộ cho người xem.

### Tập 7-31
Các thành viên tham gia vào các thử thách với nhiều chủ đề khác nhau (lặn, sáng tác nhạc, nấu ăn,...).

## Diễn viên
Các thành viên trong Những người bạn chân đất gồm Kang Ho-dong, Yoon Jong-shin, Yoo Se-yoon, Kim Bum-soo, Kim Hyun-joong, Yoon Si Yoon, Eunhyuk, Uee Không giống như các thành viên khác, đây là lần đầu tiên Kim Bum-soo, Kim Hyun-joong, Yoon Si-yoon, và Uee tham gia chương trình thực tế với vai trò thành viên chính thức, và sức mạnh giữa những tiền bối kinh nghiệm và tân binh được dự báo trước. Vào ngày 9 tháng 6 năm 2013, Yoo Se-yoon rời khỏi chương trình sau do lái xe sau khi uống rượu, và không xuất hiện kể từ tập 10. Eun Ji-won sẽ thay thế anh ta. Vào ngày 11 tháng 6 năm 2013, Kim Bum-soo bị chấn thương đầu gối trong suốt quá trình ghi hình của tập Lặn đặc biệt và được chuyển đến bệnh viện. Sau đó rời khỏi chương trình. Eunhyuk không xuất hiện trong chương trình kể từ tập Lặn đặc biệt, và đã được cho là đã rời khỏi chương trình. Vào ngày 31 tháng 10 năm 2013, thông báo rằng Kim Hyun-joong đã hoàn thành cảnh phim cuối cùng của mình trong chương trình sẽ rời khỏi do xung đột của lịch trình, phát sóng vào ngày 3 tháng 11.

## Danh sách tập

### 2013
| # | Tập # | Ngày phát sóng       | Địa điểm                                                       | Khách mời                                                       | Nhiệm vụ                                                                                             |
| - | ----- | -------------------- | -------------------------------------------------------------- | --------------------------------------------------------------- | --- |
| 1 | 1     | 21 tháng 4 năm 2013  | Mũi Né & Huế, Việt Nam                                         | Không khách mời                                                 | Sống như người Việt Nam trong vòng 24 giờ Tìm nụ cười hoàn hảo nhất Chơi đùa với người Việt          |
| 1 | 2     | 28 tháng 4 năm 2013  | Mũi Né & Huế, Việt Nam                                         | Không khách mời                                                 | Sống như người Việt Nam trong vòng 24 giờ Tìm nụ cười hoàn hảo nhất Chơi đùa với người Việt          |
| 1 | 3     | 5 tháng 5 năm 2013   | Mũi Né & Huế, Việt Nam                                         | Không khách mời                                                 | Sống như người Việt Nam trong vòng 24 giờ Tìm nụ cười hoàn hảo nhất Chơi đùa với người Việt          |
| 2 | 4     | 12 tháng 5 năm 2013  | Yogyakarta, Indonesia                                          | Không khách mời                                                 | Sống như người Indonesia trong vòng 24 giờ Chơi đùa với trẻ em Indonesia Bắt chuyến bay đến Hàn Quốc |
| 2 | 5     | 19 tháng 5 năm 2013  | Yogyakarta, Indonesia                                          | Không khách mời                                                 | Sống như người Indonesia trong vòng 24 giờ Chơi đùa với trẻ em Indonesia Bắt chuyến bay đến Hàn Quốc |
| 2 | 6     | 26 tháng 5 năm 2013  | Yogyakarta, Indonesia                                          | Không khách mời                                                 | Sống như người Indonesia trong vòng 24 giờ Chơi đùa với trẻ em Indonesia Bắt chuyến bay đến Hàn Quốc |
| 3 | 6     | 26 tháng 5 năm 2013  | Seoul                                                          | Lee Hyo-ri                                                      | Đến nhà của họ và kiếm thêm tiền cho MT Hiểu nhau hơn thông qua MT                                   |
| 3 | 7     | 2 tháng 6 năm 2013   | Seoul                                                          | Lee Hyo-ri                                                      | Đến nhà của họ và kiếm thêm tiền cho MT Hiểu nhau hơn thông qua MT                                   |
| 3 | 8     | 9 tháng 6 năm 2013   | Seoul                                                          | Lee Hyo-ri                                                      | Đến nhà của họ và kiếm thêm tiền cho MT Hiểu nhau hơn thông qua MT                                   |
| 3 | 8     | 9 tháng 6 năm 2013   | Jirisan                                                        | Lee Hyo-ri                                                      | Đến nhà của họ và kiếm thêm tiền cho MT Hiểu nhau hơn thông qua MT                                   |
| 3 | 9     | 16 tháng 6 năm 2013  |                                                                | Lee Hyo-ri                                                      | Đến nhà của họ và kiếm thêm tiền cho MT Hiểu nhau hơn thông qua MT                                   |
| 4 | 10    | 23 tháng 6 năm 2013  | Hồ bơi ngoài trời Gimcheon Hồ bơi Sân vận động World Cup Suwon | Không khách mời                                                 | Vượt qua nỗi sợ lặn                                                                                  |
| 4 | 11    | 30 tháng 6 năm 2013  | Hồ bơi ngoài trời Gimcheon Hồ bơi Sân vận động World Cup Suwon | Kim Byung-man                                                   | Vượt qua nỗi sợ lặn                                                                                  |
| 4 | 12    | 7 tháng 7 năm 2013   | Hồ bơi ngoài trời Gimcheon Hồ bơi Sân vận động World Cup Suwon | INFINITE, Lee Joon (MBLAQ), Jo Kwon (2AM), 2PM, Sistar, Rainbow | Vượt qua nỗi sợ lặn                                                                                  |
| 4 | 13    | 14 tháng 7 năm 2013  | Hồ bơi ngoài trời Gimcheon Hồ bơi Sân vận động World Cup Suwon | INFINITE, Lee Joon (MBLAQ), Jo Kwon (2AM), 2PM, Sistar, Rainbow | Vượt qua nỗi sợ lặn                                                                                  |
| 4 | 14    | 21 tháng 7 năm 2013  | Hồ bơi ngoài trời Gimcheon Hồ bơi Sân vận động World Cup Suwon | INFINITE, Lee Joon (MBLAQ), Jo Kwon (2AM), 2PM, Sistar, Rainbow | Vượt qua nỗi sợ lặn                                                                                  |
| 4 | 15    | 28 tháng 7 năm 2013  | Hồ bơi ngoài trời Gimcheon Hồ bơi Sân vận động World Cup Suwon | Không khách mời                                                 | Vượt qua nỗi sợ lặn                                                                                  |
| 5 | 16    | 4 tháng 8 năm 2013   | SBS Deungchon-dong Hội trường mở                               | Dynamic Duo, Epik High, Double Sidekick                         | Sáng tác và trình diễn ca khúc của họ                                                                |
| 5 | 17    | 11 tháng 8 năm 2013  | Seoul (Gia đình những người nổi tiếng)                         | Dynamic Duo, Epik High, Double Sidekick                         | Sáng tác và trình diễn ca khúc của họ                                                                |
| 5 | 18    | 18 tháng 8 năm 2013  | Seoul (Gia đình những người nổi tiếng)                         | Dynamic Duo, Epik High, Double Sidekick                         | Sáng tác và trình diễn ca khúc của họ                                                                |
| 6 | 18    | 18 tháng 8 năm 2013  | Seoul (Gia đình những người nổi tiếng)                         | Kim Na-woon                                                     | Nấu bữa ăn gia đình                                                                                  |
| 6 | 19    | 25 tháng 8 năm 2013  | Seoul (Gia đình những người nổi tiếng)                         | Kim Na-woon                                                     | Nấu bữa ăn gia đình                                                                                  |
| 6 | 19    | 25 tháng 8 năm 2013  | Seoul (Gia đình những người nổi tiếng)                         | Tony An, Moon Hee-joon                                          | Nấu bữa ăn gia đình                                                                                  |
| 6 | 19    | 25 tháng 8 năm 2013  | Seoul (Gia đình những người nổi tiếng)                         | Hong Jin-kyung                                                  | Nấu bữa ăn gia đình                                                                                  |
| 6 | 20    | 1 tháng 9 năm 2013   | Seoul (Gia đình những người nổi tiếng)                         |                                                                 | Nấu bữa ăn gia đình                                                                                  |
| 6 | 20    | 1 tháng 9 năm 2013   | Seoul (Gia đình những người nổi tiếng)                         | Kim Ji-hoon, Lee Ki-woo, Tak Jae-hoon                           | Nấu bữa ăn gia đình                                                                                  |
| 6 | 20    | 1 tháng 9 năm 2013   | Seoul (Gia đình những người nổi tiếng)                         | Jung Eun-ji, Lee Hye-jung                                       | Nấu bữa ăn gia đình                                                                                  |
| 6 | 21    | 8 tháng 9 năm 2013   | Seoul (Gia đình những người nổi tiếng)                         |                                                                 | Nấu bữa ăn gia đình                                                                                  |
| 6 | 21    | 8 tháng 9 năm 2013   | Seoul (Gia đình những người nổi tiếng)                         | Bobby Kim, Gummy                                                | Nấu bữa ăn gia đình                                                                                  |
| 6 | 22    | 15 tháng 9 năm 2013  | Seoul (Gia đình những người nổi tiếng)                         | Hong Seok-cheon, Fujita Sayuri, Kim Heung-kook                  | Nấu bữa ăn gia đình                                                                                  |
| 6 | 23    | 22 tháng 9 năm 2013  | Seoul (Gia đình những người nổi tiếng)                         | Shim Hye-jin, Jeong Jun-ha, Kim Young-chul                      | Nấu bữa ăn gia đình                                                                                  |
| 6 | 24    | 29 tháng 9 năm 2013  | Seoul (Gia đình những người nổi tiếng)                         | Hong Seo-beom, Jo Gap-kyeong, Jun Hyun-moo, Shim Yi-young       | Nấu bữa ăn gia đình                                                                                  |
| 6 | 25    | 6 tháng 10 năm 2013  | Seoul (Gia đình những người nổi tiếng)                         | Kim Cheong, K.Will, Huh Gak, Bora                               | Nấu bữa ăn gia đình                                                                                  |
| 6 | 26    | 13 tháng 10 năm 2013 | Seoul (Gia đình những người nổi tiếng)                         | Kim Hyung-ja, Brian, Bada                                       | Nấu bữa ăn gia đình                                                                                  |
| 6 | 27    | 20 tháng 10 năm 2013 | Seoul (Gia đình những người nổi tiếng)                         | Tae Jin-ah, Eru, Shin Hye-sung, Lee Min-woo, Seong-hun          | Nấu bữa ăn gia đình                                                                                  |
| 6 | 28    | 27 tháng 10 năm 2013 | Seoul (Gia đình những người nổi tiếng)                         | Park Jun-gyu, Han Eun-jeong                                     | Nấu bữa ăn gia đình                                                                                  |
| 6 | 29    | 3 tháng 11 năm 2013  | Seoul (Gia đình những người nổi tiếng)                         | Insooni, Hong Jin-young, Kim Ji-min                             | Nấu bữa ăn gia đình                                                                                  |
| 6 | 30    | 10 tháng 11 năm 2013 | Seoul (Gia đình những người nổi tiếng)                         | Kim Ga-yeon, Lim Yo-hwan, Lee Hyun-do, Choi Hong-man            | Nấu bữa ăn gia đình                                                                                  |
| 6 | 31    | 17 tháng 11 năm 2013 | Seoul (Gia đình những người nổi tiếng)                         | Kim Jeong-nan, Shinee                                           | Nấu bữa ăn gia đình                                                                                  |

## Đánh giá
Dưới đây là bảng đánh giá, lượt đánh giá cao nhất được thể hiện bằng màu đỏ, và lượt đánh giá thấp nhất được thể hiện bằng màu xanh.
| Tập # | Ngày phát sóng       | TNmS Ratings | TNmS Ratings      | AGB Ratings | AGB Ratings       |
| Tập # | Ngày phát sóng       | Toàn quốc    | Vùng thủ đô Seoul | Toàn quốc   | Vùng thủ đô Seoul |
| ----- | -------------------- | ------------ | ----------------- | ----------- | ----------------- |
| 1     | 21 tháng 4 năm 2013  | 4.8%         | 4.9%              | 5.6%        | 5.6%              |
| 2     | 28 tháng 4 năm 2013  | 4.3%         | 5.3%              | 5.1%        | 5.1%              |
| 3     | 5 tháng 5 năm 2013   | 3.3%         | 4.1%              | 2.9%        | 3.6%              |
| 4     | 12 tháng 5 năm 2013  | 4.2%         | 4.4%              | 4.7%        | 5.5%              |
| 5     | 19 tháng 5 năm 2013  | 3.4%         | 3.5%              | 4.4%        | 4.8%              |
| 6     | 26 tháng 5 năm 2013  | 3.4%         | 3.8%              | 5.4%        | 7.0%              |
| 7     | 2 tháng 6 năm 2013   | 5.1%         | 5.4%              | 5.2%        | 5.4%              |
| 8     | 9 tháng 6 năm 2013   | 4.8%         | 4.8%              | 5.6%        | 6.0%              |
| 9     | 16 tháng 6 năm 2013  | 4.3%         | 4.7%              | 4.6%        | 4.8%              |
| 10    | 23 tháng 6 năm 2013  | 5.5%         | 5.8%              | 5.6%        | 6.4%              |
| 11    | 30 tháng 6 năm 2013  | 5.2%         | 6.2%              | 4.8%        | 5.1%              |
| 12    | 7 tháng 7 năm 2013   | 5.6%         | 5.8%              | 6.6%        | 7.0%              |
| 13    | 14 tháng 7 năm 2013  | 7.5%         | 8.6%              | 7.3%        | 7.4%              |
| 14    | 21 tháng 7 năm 2013  | 5.9%         | 6.5%              | 6.0%        | 6.1%              |
| 15    | 28 tháng 7 năm 2013  | 6.3%         | 7.3%              | 6.7%        | 6.9%              |
| 16    | 4 tháng 8 năm 2013   | 5.4%         | 6.0%              | 3.4%        | 5.0%              |
| 17    | 11 tháng 8 năm 2013  | 3.4%         | 4.2%              | 3.4%        | 3.5%              |
| 18    | 18 tháng 8 năm 2013  | 3.7%         | 4.9%              | 4.0%        | 4.5%              |
| 19    | 25 tháng 8 năm 2013  | 6.3%         | 6.9%              | 6.0%        | 6.0%              |
| 20    | 1 tháng 9 năm 2013   | 5.5%         | 6.2%              | 5.8%        | 5.9%              |
| 21    | 8 tháng 9 năm 2013   | 4.8%         | 5.4%              | 6.1%        | 6.5%              |
| 22    | 15 tháng 9 năm 2013  | 5.0%         | 6.1%              | 5.3%        | 5.5%              |
| 23    | 22 tháng 9 năm 2013  | 4.6%         | 4.9%              | 5.5%        | 5.4%              |
| 24    | 29 tháng 9 năm 2013  | 5.1%         | 5.9%              | 6.2%        | 5.6%              |
| 25    | 6 tháng 10 năm 2013  | 6.3%         | 7.0%              | 6.6%        | 6.2%              |
| 26    | 13 tháng 10 năm 2013 | 4.8%         | 5.6%              | 5.2%        | 5.3%              |
| 27    | 20 tháng 10 năm 2013 | 5.1%         | 6.7%              | 5.6%        | 5.2%              |
| 28    | 27 tháng 10 năm 2013 | 6.5%         | 7.6%              | 7.9%        | 8.0%              |
| 29    | 3 tháng 11 năm 2013  | 5.2%         | 6.6%              | 6.2%        | 5.6%              |
| 30    | 10 tháng 11 năm 2013 | 4.2%         | 5.3%              | 4.7%        | 5.1%              |
| 31    | 17 tháng 11 năm 2013 | 5.2%         | 5.9%              | 5.4%        | 5.5%              |

## Giải thưởng & thành tựu
| Năm  | Giải thưởng |
| ---- | --- |
| 2013 | - 1st Gimcheon International Masters Diving Competition (11 tháng 7) - Giải đặc biệt - thành viên Những người bạn chân đất |
| 2013 | - 2013 SBS Entertainment Awards (30 tháng 12) - Giải nhà sản xuất - Kang Ho-dong                                           |

## Liên kết
- Barefooted Friend Trang chủ chính thức (tiếng Hàn)